# Мочулино
Мочулино (бел. Мачуліна) — деревня в Красносельском сельсовете Волковысского района Гродненской области Белоруссии. Население 411 человек (2009).

## География
Деревня расположена в 3 км к юго-востоку от посёлка Красносельский и в 8 км к северу от центра Волковыска. Чуть западнее деревни протекает река Россь и проходит ж/д линия Волковыск — Мосты (ближайшая станция Россь в 7 км от Мочулина). По восточной окраине деревни проходит шоссе Р44.

## История
Деревня известна с середины XVI века. Принадлежала князю Щ. Головчинскому, который в 1553 году построил здесь костёл (не сохранился). В 1578 году имение перешло к роду Олендских, которые перестроили католический храм в кальвинистский. Сохранился местный топоним «Кальвинистская гора».
В результате третьего раздела Речи Посполитой (1796) Мочулино оказалось в составе Российской империи, в Волковысском уезде Гродненской губернии, но Олендские продолжали владеть поместьем. В XIX веке они выстроили в усадьбе большой дворец в стиле классицизм (не сохранился).
Согласно Рижскому мирному договору (1921) Мочулино оказалось в составе межвоенной Польской Республики, в Волковысском повете Белостокского воеводства. С 1939 году в составе БССР.

## Достопримечательность
- Усадьба Олендских (XIX в.)